# کخ (دهانه)
کخ یک دهانهٔ برخوردی در ماه‌ است.

## دهانه‌های اقماری
این دهانه ۲ دهانه اقماری دارد.
| Koch | عرض جغرافیایی | طول جغرافیایی | قطر          |
| ---- | ------------- | ------------- | ------------ |
| R    | ۴۴.۵° S       | ۱۴۶.۳° E      | ۲۰.۰ کیلومتر |
| U    | ۴۲.۳° S       | ۱۴۷.۴° E      | ۲۵.۰ کیلومتر |